# Alerte AMBER
Pour les articles homonymes, voir Alerte et Amber (homonymie).
Pour les autres articles nationaux ou selon les autres juridictions, voir Alerte enlèvement.

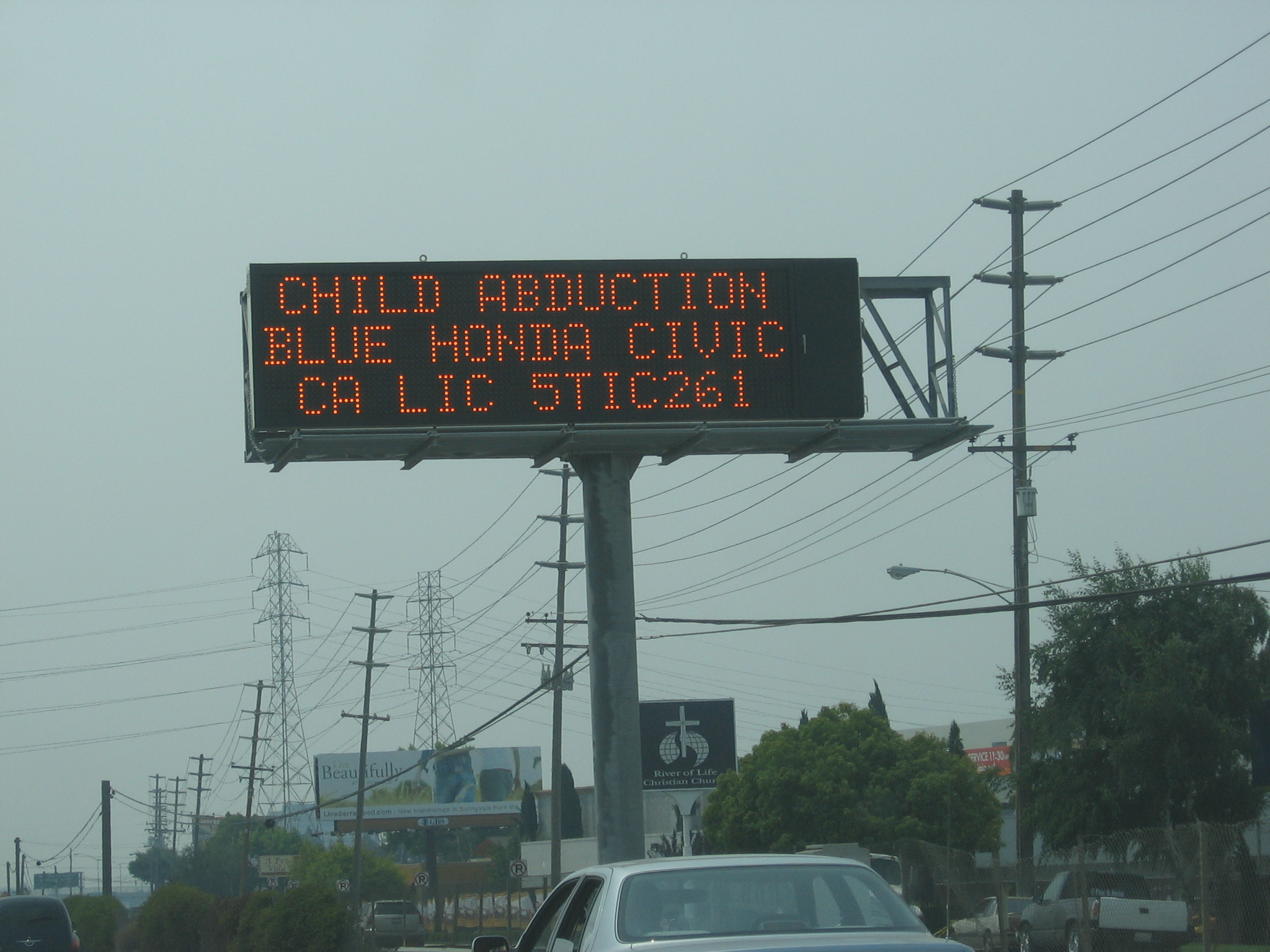
Un écran annonçant une alerte sur une route.

L'alerte AMBER (ou alerte Amber), est un système d'alerte d'enlèvement à grande échelle mis en place aux États-Unis et au Canada lorsqu'un enlèvement d'enfant est signalé.
AMBER est l'acronyme de l'anglais « America's Missing: Broadcast Emergency Response » (Disparition en Amérique : Réponse de diffusion d'urgence) et l'abréviation du français « Alerte médiatique, but : enfant recherché, » au Canada. Cette alerte a aussi été nommée ainsi en l'honneur d'une enfant de neuf ans, Amber Hagerman, qui fut enlevée et tuée au Texas en 1996.

## Fonctionnement

### Critères d’alerte
Chaque État et province établit ses propres critères afin qu'une alerte AMBER soit activée et diffusée, mais la plupart des législations nord-américaines s'entendent sur ces critères :
1. L'enfant disparu doit être âgé de moins de 18 ans ;
2. Le service de police doit avoir les motifs raisonnables de croire que l'enfant disparu a été victime d'un enlèvement ;
3. Le service de police doit avoir les motifs raisonnables de croire que la sécurité physique et la vie de cet enfant sont sérieusement en danger ;
4. Le service de police doit posséder suffisamment de renseignements qui permettront de localiser l'enfant, le suspect ou le moyen de transport utilisé par ce dernier[3].

### Diffusion de l'information
La décision de lancer l'alerte est prise par le service de police autorisé à déclencher dès que tous ces critères sont réunis.
Lorsque l'alerte AMBER est lancée, des messages sont diffusés à la radio, à la télévision, sur les panneaux autoroutiers, par courriels, sur des sites web et des messages texte sont envoyés gratuitement à ceux qui se sont abonnés.
Les informations distribuées comprennent : la description, la photographie et le nom de l'enfant enlevé, une description, la photographie (si disponible) du ou des suspect(s) et, lorsque c'est possible, la description et la plaque d'immatriculation du véhicule suspecté.
Aux États-Unis, le United States Border Patrol et, au Canada, l'Agence des services frontaliers du Canada sont avertis systématiquement lors de chaque alerte AMBER et toutes les voitures qui traversent la frontière sont arrêtées et examinées.

## Implantation du système

### États-Unis

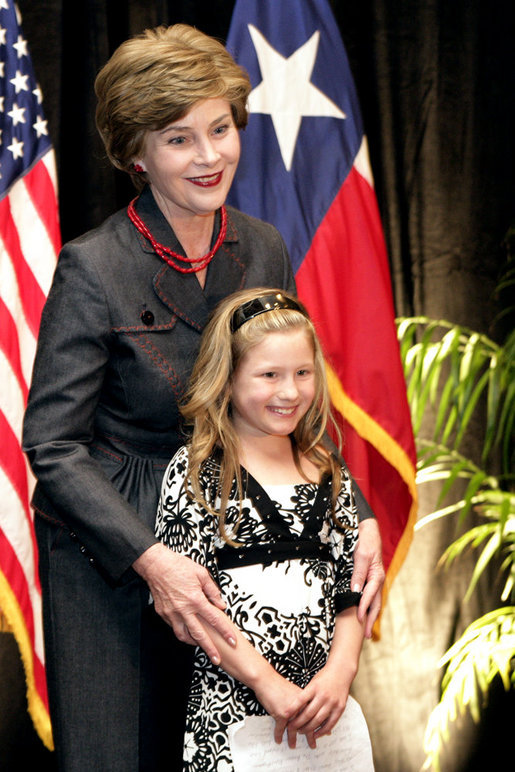
Laura Bush en compagnie de Rae Leigh Bradbury le 4 avril 2007 à Austin, Texas.

Le premier service de police à vouloir créer le système AMBER fut la police de l'Etat du Texas, en février 1996, après l'enlèvement de la petite Amber Hagerman qui s'était passé à la fin du mois de janvier 1996.    
Rae Leigh Bradbury fut le premier enfant à être retrouvé après l'émission d'une alerte AMBER aux États-Unis, en novembre 1998. L'enfant de neuf ans a annoncé en avril 2007 avec Laura Bush la future ouverture à Austin du bureau régional du Texas du National Center for Missing and Exploited Children (centre national pour les enfants disparus et exploités).   
Le 30 avril 2003, la loi relative aux alertes pour enlèvement d'enfants (Amber Alert Bill) est signée par le président Bush et  institue dans tous les Etats fédérés, pour tous les services locaux de police et les agences fédérales de sécurité, le système AMBER.    
Entre sa mise au point au Texas en 1996 et la loi fédérale d'avril 2003, environ 45 états sur les 50 que compte le territoire fédéral avaient mis au point des dispositions locales de type AMBER ALERT .

### Canada

#### Québec
Au Québec, l'alerte AMBER a été implantée le 26 mai 2003, faisant ainsi du Québec la quatrième province canadienne à mettre en place cette alerte. Son premier déclenchement a permis de retrouver la jeune adolescente enlevée. 
Le 25 janvier 2011, la province de Québec lançait la page Facebook de l'alerte AMBER du Québec afin de diffuser les informations cruciales au public avec ce réseau social et le 3 février 2012, le Québec annonçait l'utilisation des comptes Twitter de la Sûreté du Québec et du Service de police de la ville de Montréal pour diffuser les alertes AMBER.

#### Réseaux sociaux au Canada
Les provinces  du Nouveau-Brunswick, de l'Île-du-Prince-Édouard, du Québec, de l'Ontario et de Terre-Neuve-et-Labrador, ont étendu la diffusion des alertes AMBER aux réseaux sociaux. Ainsi, en octobre 2010, l'Ontario a créé une page sur Facebook consacrée aux alertes et à laquelle les utilisateurs peuvent s'abonner.

### En France
En 2004, après l'enlèvement du petit Jonathan, Nicole Guedj, Secrétaire d'État aux droits des victimes, décide de transposer l'alerte AMBER en France en mettant en place le système de l'Alerte Enlèvement, en collaboration avec Pierre Bellanger.
Le modèle français de l'Alerte Enlèvement est opérationnel depuis février 2006.